# Front de libération de la Somalie occidentale

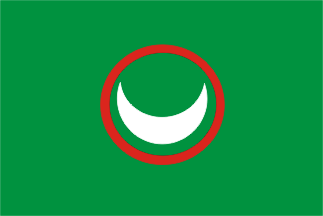
Drapeau du Front de libération de la Somalie occidentale

Le Front de libération de la Somalie occidentale (FLSO) est un parti politique éthiopien créé en 1974 par le capitaine somalien Yusuf Mohamed Dheere Sugaal (« Yusuf le grand homme »), qui a étudié en Syrie.

## Création
Siad Barre, président de la République démocratique somalie, charge Yusuf Mohamed Dheere en 1973 d'obtenir le rattachement de l'Ogaden à la Somalie auprès des autorités éthiopiennes par la voie diplomatique. Tout en engageant des pourparlers avec l'Ethiopie, Yusuf Dheere recrute plus de 3000 soldats venant de tous les coins de la Somalie.
En 1974, profitant de la révolution éthiopienne, le FLSO est créé avec l'objectif d'intégrer l'Ogaden dans la « Grande Somalie ». Bénéficiant d'un certain soutien dans les provinces éthiopiennes du Balé, Sidamo et Arsi, le FLSO préconise l'union de l'Ogaden avec la Somalie ou la création d'un État indépendant. Le FLSO était soutenu par le Front de libération des Somalis. Les deux partis bénéficient de l'aide de la Somalie ainsi que de pays arabes et de l'URSS et Cuba.
En 1977-1978, pendant la guerre de l'Ogaden, le FLSO soutien l'armée somalienne qui prend le contrôle de l'Ogaden. Cependant, le soutien cubain à l'Ethiopie et l'arrêt de l'aide soviétique à la Somalie, cette dernière est contrainte d'évacuer l'Ogaden.

## Situation actuelle
Le gouvernement somalien a ensuite interdit au FLSO et à ses dirigeants d'utiliser son territoire pour lancer des attaques contre l'Éthiopie[réf. nécessaire]. Cette décision entraîne l'exil de Yusuf Dheere en 1989 et la formation d'un groupe dissident en 1984, le Front national de libération de l'Ogaden (FLNO), qui demande l'indépendance de l'Ogaden.
Aujourd'hui, le FLSO s'est fondu dans le «Western Somali Democratic Party».